# سازمان جهانی جوانان اسپرانتودان

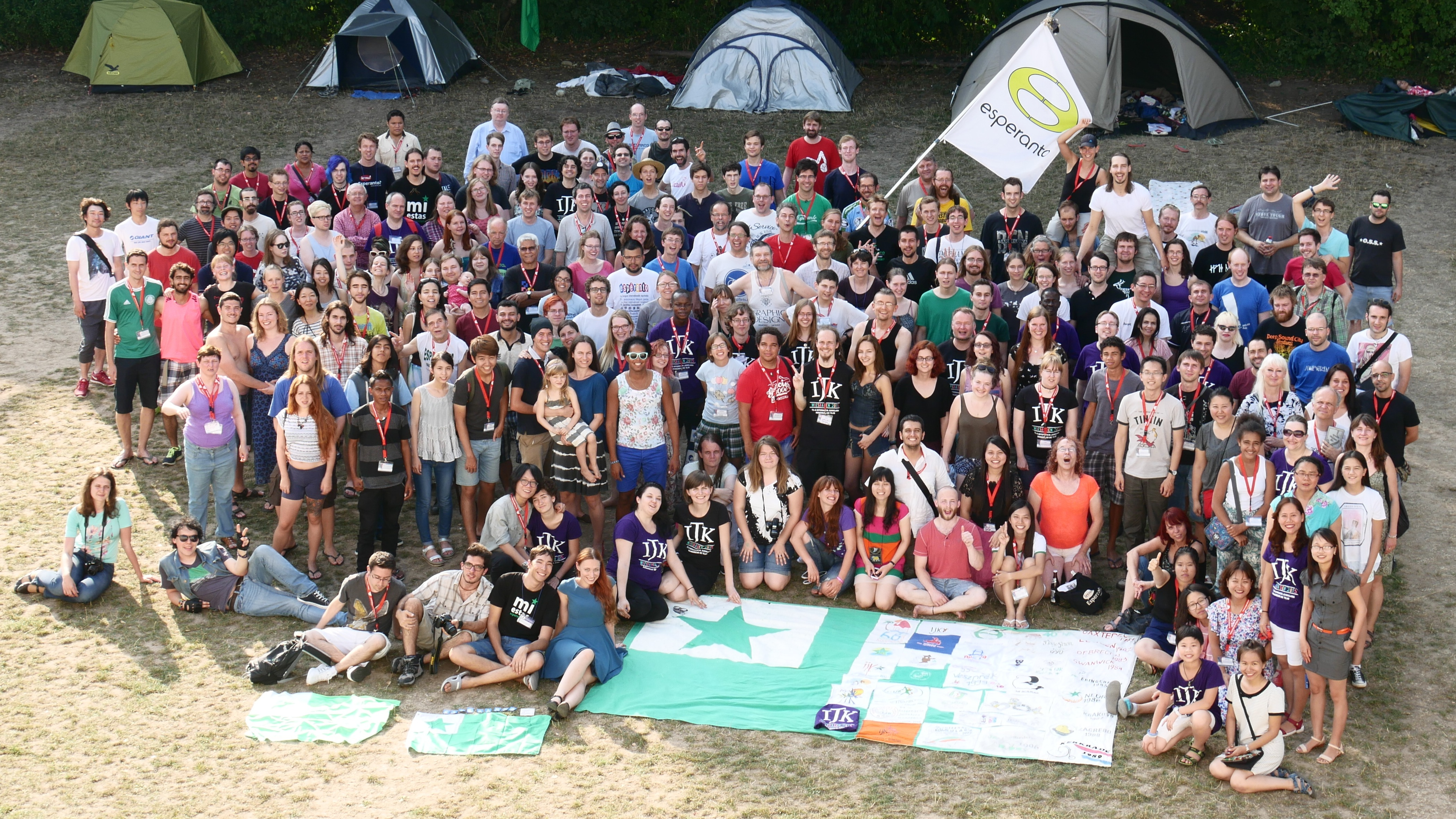
کنگره بین‌المللی جوانان اسپرانتودان

سازمان جهانیِ جوانان اسپرانتودان (به اسپرانتو: Tutmonda Esperantista Junulara Organizo) که نام مخفف آن تِیو (به اسپرانتو: TEJO) است، بخش جوانان سازمان جهانی اسپرانتو می‌باشد که شکل اولیهٔ آن در سال ۱۹۳۸ به وجود آمد و از سال ۱۹۵۶ تبدیل به بخش جوانان سازمان جهانی اسپرانتو (دارای روابط رسمی با سازمان ملل متحد و یونسکو) گردید.
کسانی می‌توانند به عضویت سازمان جهانیِ جوانان اسپرانتودان درآیند که سن‌شان زیر ۳۵ سال باشد و زبان فراساخته‌ی اسپرانتو را آموخته باشند.
همایش سالیانهٔ اسپرانتودانان جوان جهان، که با سازماندهی سازمان جهانیِ جوانان اسپرانتودان هر ساله در کشوری متفاوت برگزار می‌شود کنگرهٔ بین‌المللی جوانان (Internacia Junulara Kongreso) یا IJK (ایو) نام دارد.
دیگر از خدماتی که در اختیار اسپرانتودانان جهان است، و توسط سازمان جهانیِ جوانان اسپرانتودان ارائه می‌شود خدمات گذرنامه‌ای است، که به‌یاری آن هر اسپرانتودان یا اسپرانتیستی از هر سن و سالی که باشد، در مسافرت‌های خارجی خود، ازجمله می‌تواند مهمان هم‌اندیشان خود باشد و از پرداخت هزینه‌های مربوط به اقامت (مانند هتل و مسافرخانه)، معاف گردد.